# Gilla Vincenzo Gremigni

Bischofswappen von Gilla Vincenzo Gremigni

Gilla Vincenzo Gremigni MSC (* 22. Januar 1891 in Castagneto Carducci; † 7. Januar 1963 in Ghiffa) war ein italienischer Geistlicher und Bischof von Novara.

## Leben
Die Priesterweihe empfing er am 27. Juni 1915. Danach wirkte er als Pfarrer in Rom.
Am 18. Januar 1945 wurde er zum Bischof von Teramo ed Atri berufen. Die Bischofsweihe spendete ihm am 11. Februar 1945 Raffaele Carlo Kardinal Rossi OCD; Mitkonsekratoren waren Erzbischof Luigi Traglia und der Bischof von Todi Alfonso Maria de Sanctis.
Am 29. Juni 1951 wurde Gilla Vincenzo Gremigni auf den Bischofssitz von Novara transferiert. Er erhielt am 17. April 1958 den Titel eines Erzbischofs ad personam. Gilla Vincenzo Gremigni nahm an der ersten Sitzungsperiode des Zweiten Vatikanischen Konzils teil.
Er wurde in der Wallfahrtskirche der Madonna del Sangue in Re beigesetzt.